# 山村幸広
山村 幸広（やまむら ゆきひろ、1963年10月-）は、日本の実業家。ダブルクリック、エキサイトの代表取締役社長を歴任、元グラムメディア・ジャパン株式会社CEO兼シニアバイスプレジデント。2014年パズルリング設立。スクウエア･エニックスホールディングス社外取締役、プロジェクト８株式会社（集英社１００％子会社）非常勤取締役、トランス・コスモス株式会社　顧問、xAd Japan 顧問を兼任している。

## 来歴
京都市出身。京都東山高校卒業、天理大学外国語学部フランス学科卒業、1986年トランスコスモス入社。同社営業副本部長から米国法人の取締役、取締役事業企画開発副本部長を経た後、1997年にダブルクリック株式会社設立と共に代表取締役社長へ就任。
1999年エキサイトの日本法人責任者、翌2000年同社代表取締役社長に就任、「エキサイト翻訳」や「オンラインゲーム」、音楽のダウンロードサービスを始めた。まもなく、親会社である米国法人がアットホーム社に買収される。エキサイトは米国法人エキサイト・アットホーム社が大きな負債を抱え倒産したにもかかわらず日本法人は独立し経常黒字化を達成。2004年にはジャスダックへ株式公開を果たし会社を存続させた。ポータルサイトの株式公開はヤフー株式会社に次いで2番目であり、その後ポータルサイトはどこも上場を果たしていない。Yahoo! JAPANとの差別化戦略を指揮。
2008年8月、米国女性向けナンバーワンメディア、Glam Media(en:Glam Media)の日本進出に際して、日本法人であるグラムメディア・ジャパンのCEO兼米国グラムメディア・インクシニアバイスプレジデントに就任し、ダブルクリックで広告配信ネットワークを立ち上げ、女性向けに特化したポータルサイト「Woman excite」（ウーマンエキサイト）を立ち上げ、国内の女性向けサイトNO.1に成長させたノウハウを活かし陣頭指揮を執っている。今や、その女性向けネットワークは iPhone や Android Phone を始めとするスマートフォンの領域にも広がり、日本国内のみならず、米国グラムメディア・インクシニアバイスプレジデントとして、アジア圏では韓国で Glam Korea を立ち上げ、東南アジア6カ国も管轄とし、グラムメディアの国際化とビジネスの拡大に貢献している。
２０１４年、株式会社 パズルリング設立、代表取締役現在に至る。又、スクウエア･エニックスホールディングス社外取締役、プロジェクト８株式会社（集英社１００％子会社）非常勤取締役、トランス・コスモス株式会社　顧問、xAd Japan 顧問を兼任している。

## 経歴
- 1986年3月 天理大学外国語学部フランス語学科卒業
- 1986年4月 トランスコスモス株式会社入社 副営業本部長、米国法人取締役
- 1997年4月 トランスコスモス株式会社 取締役事業企画開発副本部長
- 1997年9月 ダブルクリック株式会社 代表取締役社長
- 1999年1月 エキサイト株式会社 ゼネラルマネージャー
- 2000年6月 エキサイト株式会社 代表取締役社長
- 2008年8月 グラムメディア・ジャパン株式会社 代表取締役CEO 兼米国グラムメディア・インクシニアバイスプレジデント
- 2013年6月 スクウエア･エニックスホールディングス社外取締役
- 2014年9月 トランス・コスモス株式会社　顧問
- 2014年9月 株式会社パズルリング 代表取締役
- 2015年4月 xAd Japan 顧問
- 2015年6月 プロジェクト８株式会社（集英社１００％子会社）非常勤取締役